# Präsidentschaftswahl in Griechenland 2014/2015
Die 9. Wahl zum griechischen Staatspräsidenten fand in der zweiten Dezemberhälfte 2014 und Mitte Februar 2015 statt. In den ersten drei Wahlgängen erreichte der Kandidat Stavros Dimas die erforderliche Mehrheit im Griechischen Parlament nicht. 
Gemäß der griechischen Verfassung wurde das Parlament aufgelöst und für den 25. Januar 2015 eine Parlamentswahl angesetzt. 
Im neu gewählten Parlament kam es zu einer weiteren Wahlrunde, bei der Prokopis Pavlopoulos zum neuen Staatsoberhaupt gewählt wurde. Er trat sein Amt am 13. März 2015 an.

## Rechtlicher Rahmen

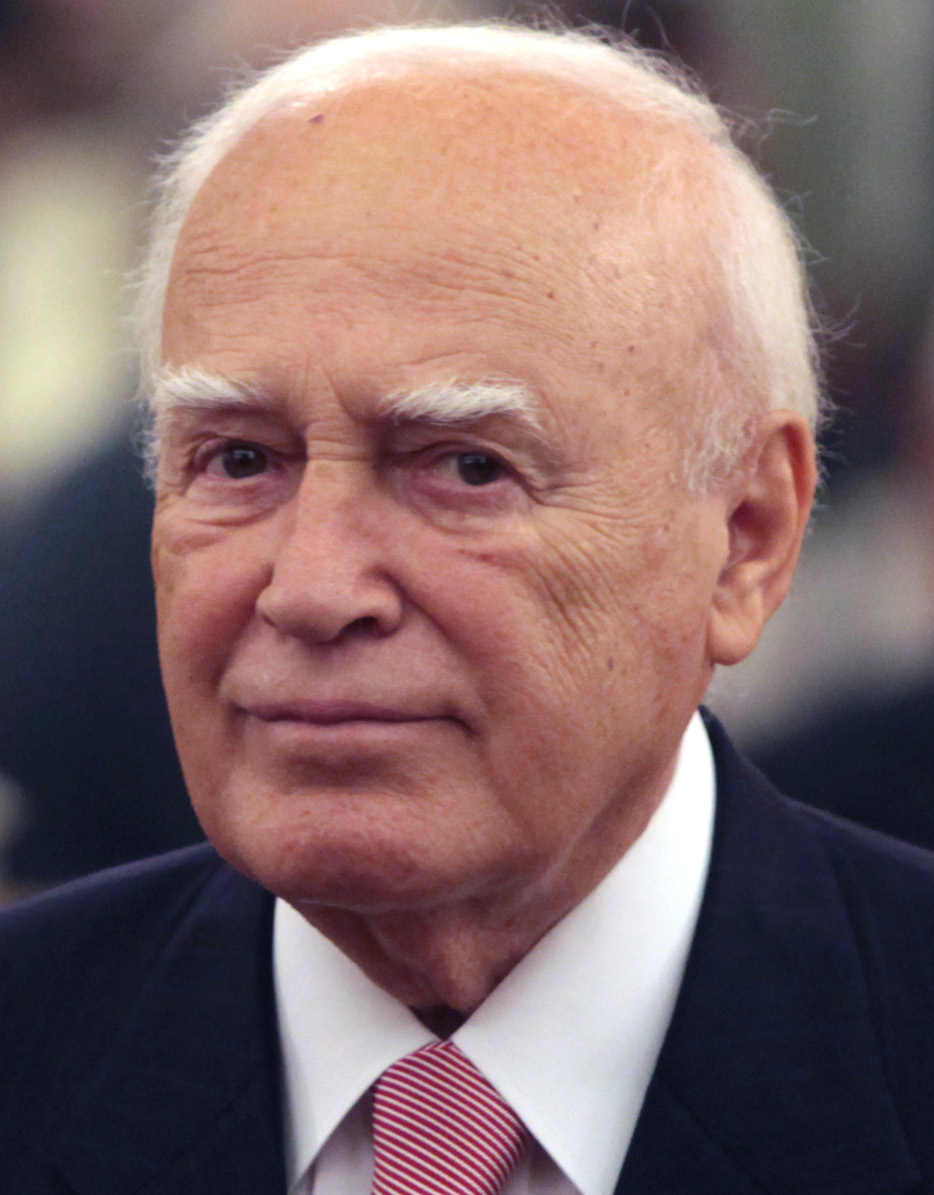
Karolos Papoulias (2009), Präsident von 2005 bis 2015

Die Wahl des Staatsoberhauptes wird in Artikel 32 der griechischen Verfassung geregelt. Staatspräsident Karolos Papoulias amtierte seit März 2005 und durfte nach zwei jeweils fünfjährigen Amtszeiten nicht mehr antreten. Die Wahl musste spätestens einen Monat vor Ablauf der Amtszeit des amtierenden Präsidenten stattfinden (Artikel 32 (1)); die Regierung von Andonis Samaras (Kabinett Samaras) beschloss am 9. Dezember 2014, die Wahl auf den Dezember 2014 vorzuziehen. Die Wahl erfolgte durch das griechische Parlament. Im ersten und zweiten Wahlgang war eine Zweidrittelmehrheit erforderlich; das entsprach 200 von 300 Stimmen. Scheitert die Wahl in den ersten beiden Durchgängen, wird im dritten Anlauf eine Stimmenzahl von in diesem Fall 180 benötigt. Scheitert auch dies, müssen innerhalb von zehn Tagen das Parlament aufgelöst werden und Neuwahlen folgen. Nach einer möglichen Neuwahl sind wieder drei Wahlgänge denkbar: Zunächst würden wieder 180 Stimmen benötigt, anschließend nur noch 151. Im letzten Wahlgang träten die beiden Kandidaten mit den meisten Stimmen gegeneinander an; der Anwärter mit den meisten Stimmen gewinnt die Wahl letztlich.

## Politischer Hintergrund
Das politische Leben ist seit 2010 geprägt von der Staatsschuldenkrise. Im zweiten Halbjahr 2008 hatte (wie in einigen anderen Ländern auch) eine Wirtschaftskrise begonnen, die unter anderem von einer Bankenkrise ausgelöst worden war. Seither ist die Arbeitslosigkeit in Griechenland (wie auch in anderen südlichen Ländern der Eurozone) hoch. 
Die Umsetzung der Hilfspakete und der damit einhergehenden Sparmaßnahmen wurde von der Regierung unter Ministerpräsident Samaras von der konservativen Partei Nea Dimokratia (ND) verantwortet, der seit der Parlamentswahl vom Juni 2012 mit der sozialdemokratischen PASOK regierte; die linke Partei DIMAR hatte die Koalition bereits Mitte 2013 verlassen. Gegen die durch die Geldgeber geforderten Sparmaßnahmen stehen in unterschiedlicher Intensität die verschiedenen Oppositionsparteien. Die linke Oppositionspartei SYRIZA hatte nach enormen Zugewinnen in der Vergangenheit die Möglichkeit, bei Neuwahlen schließlich zum ersten Mal die stärkste Kraft zu werden, weswegen ihr Vorsitzender Alexis Tsipras die Präsidentenwahlen scheitern ließ, um diese zu erzwingen. Da die beiden Parteien der Regierungskoalition nur 155 der 300 Abgeordneten stellten, hätten sie für die Wahl von Dimas Stimmen von Oppositionsabgeordneten gebraucht. Sie versuchte, Abgeordnete der DIMAR und der ANEL sowie Parteilose für sich zu gewinnen.
Samaras hatte gehofft, Ende 2014 Griechenland aus dem Rettungsprogramm geführt zu haben. Seit seinem Besuch in Berlin im September 2014 äußerte er wiederholt, Griechenland habe die schmerzhaften Reformen hinter sich gebracht und könne sich bald wieder ohne Hilfe der Troika (EU, EZB, IWF) auf den internationalen Kapitalmärkten selbst finanzieren (also Kredite aufnehmen zum Bezahlen fälliger Schulden und zur Deckung der Nettoneuverschuldung). Im September 2014 begann die fünfte Evaluierung des Memorandums zum Anpassungsprogramm mit der Troika. Die Troika pochte auf das Ziel, im griechischen Staatshaushalt 2015 einen Primärüberschuss von drei Prozent des Bruttoinlandsprodukts zu erreichen. Die Regierung Samaras legte aber einen Entwurf mit einem Primärüberschuss von nur 2,34 Prozent vor. Zuvor hatte Samaras ohne Rücksprache mit der Troika auch einige Steuern gesenkt. Die Troika beharrte darauf, vereinbarte Reformen zu realisieren (Sozialversicherungssystem und Arbeitsrecht). Erst nach Abschluss der Evaluierung könnten die letzte Tranche in Höhe von 1,8 Milliarden Euro ausbezahlt und eine Nachfolgeregelung vereinbart werden.

## Kandidaten

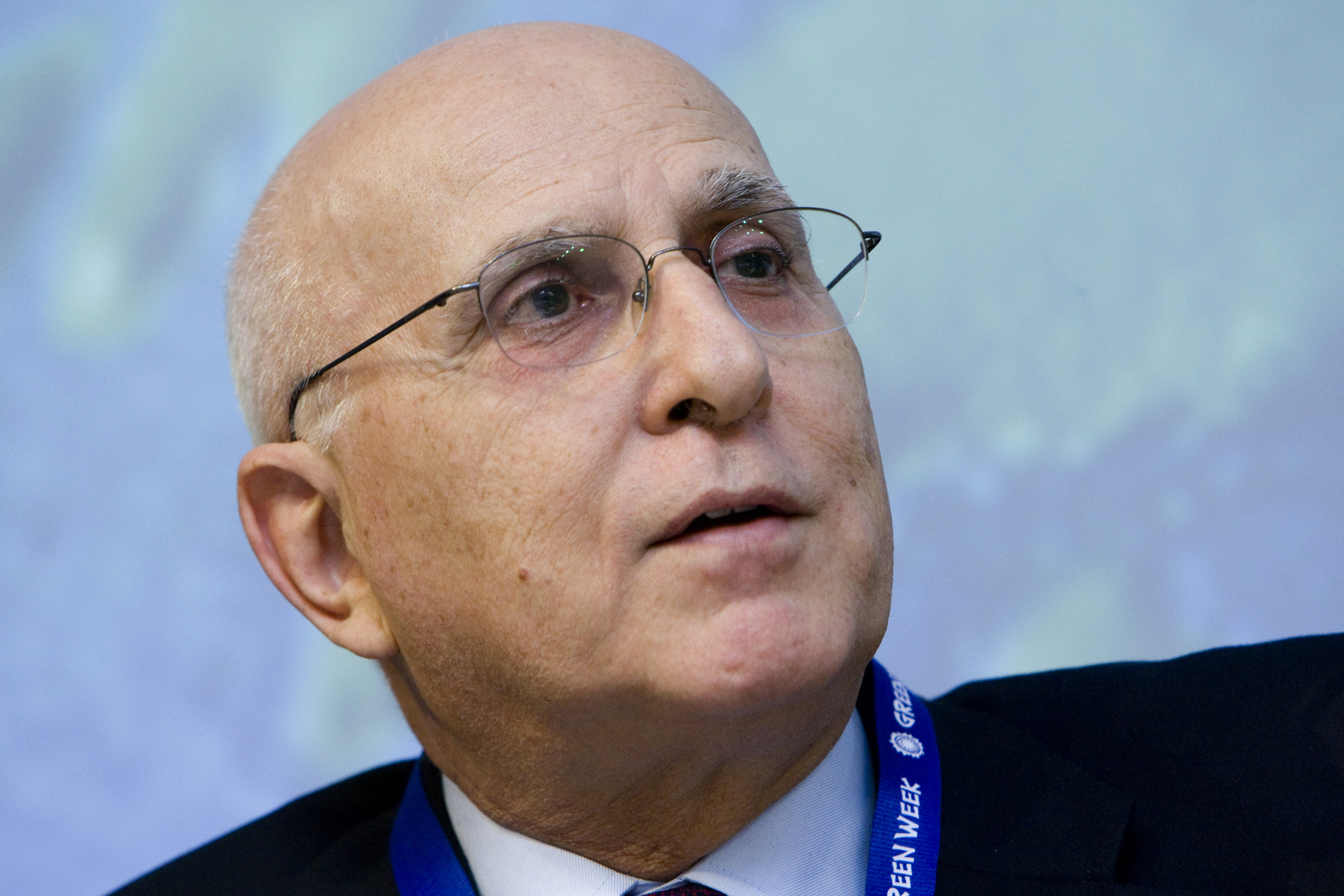
Stavros Dimas

Samaras schlug am 9. Dezember den ehemaligen Außenminister und EU-Umweltkommissar Stavros Dimas als Präsidentschaftskandidaten vor. Die Dimokratiki Aristera (DIMAR) und die rechten Anexartiti Ellines (ANEL) kündigten ihren Widerstand gegen einen Kandidaten der Koalition an. Es wurde spekuliert, dass nach der Parlamentswahl der Vorsitzende der DIMAR, Fotis Kouvelis, als Kandidat für das höchste Staatsamt antreten könnte.
Nach der Parlamentswahl vom Januar 2015 gab es zahlreiche Gerüchte, dass SYRIZA Dimitris Avramopoulos, ND-Mitglied und EU-Kommissar, also einen Politiker mit praktisch gegenteiliger Haltung im Vergleich zu SYRIZAs Positionen, als Kandidaten nominierten könnte. Damit könnte sie eine Aussöhnung mit der konservativen Partei herbeiführen und den freiwerdenden Posten des Kommissars selbst besetzen. Am 17. Februar nominierte Alexis Tsipras aber stattdessen Prokopis Pavlopoulos, einen ehemaligen Innenminister und Mitglied der ND. Am selben Tag stellte Potami den Professor für Verfassungsrecht Nikos Alivizatos als Gegenkandidaten auf.

## Zusammensetzung des Parlamentes
| Partei | Partei                                    | Dezember 2014 | Dezember 2014 | Februar 2015 | Februar 2015 |
| Partei | Partei                                    | Sitze         | %             | Sitze        | %            |
| ------ | ----------------------------------------- | ------------- | ------------- | ------------ | ------------ |
|        | Nea Dimokratia (ND)                       | 127           | 42,3          | 076          | 25,3         |
|        | SYRIZA – Enotiko Kinoniko Metopo (SYRIZA) | 071           | 23,7          | 149          | 49,7         |
|        | Panellinio Sosialistiko Kinima (PASOK)    | 028           | 09,3          | 013          | 04,3         |
|        | Anexartiti Dimokratiki Vouleftes          | 017           | 05,7          | —            | —            |
|        | Chrysi Avgi (XA)                          | 016           | 05,3          | 017          | 05,7         |
|        | Anexartiti Ellines (ANEL)                 | 012           | 04,0          | 013          | 04,3         |
|        | Kommunistische Partei Griechenlands (KKE) | 012           | 04,0          | 015          | 05,0         |
|        | Dimokratiki Aristera (DIMAR)              | 010           | 03,3          | —            | —            |
|        | To Potami                                 | —             | —             | 017          | 05,7         |
|        | fraktionslos                              | 007           | 02,3          | —            | —            |
| Gesamt | Gesamt                                    | 300           | 100           | 300          | 100          |

## Wahlergebnis
In der ersten namentlichen Abstimmung am 17. Dezember 2014 erhielt der einzige Kandidat Stavros Dimas nicht die erforderlichen 200 Stimmen, aber mit 160 Stimmen mehr als die der Regierungskoalition aus Nea Dimokratia und PASOK. 135 Abgeordnete enthielten sich, 5 Abgeordnete waren zur Abstimmung nicht angetreten. Die nächste Abstimmung wurde für den 23. Dezember angesetzt.
Nachdem die Wahl Dimas’ im ersten Wahlgang gescheitert war, versuchte Ministerpräsident Samaras die Opposition mit Kompromissvorschlägen zu überzeugen. Demnach wären 2015 nach Abschluss der Verhandlungen mit den internationalen Geldgebern eine Regierungsbeteiligung mit proeuropäischen Oppositionellen und zum Jahresende 2015 vorgezogene Parlamentswahlen vorgesehen.
Am 23. Dezember stimmten im zweiten Wahlgang 168 Abgeordnete für Dimas. 131 Abgeordnete enthielten sich der Stimme.
Auch im dritten Wahlgang am 29. Dezember erhielt Dimas mit 168 Stimmen erneut nicht die erforderliche Stimmenzahl. Als Folge musste das Parlament aufgelöst und Neuwahlen angesetzt werden.
Nach den Parlamentswahlen vom Januar 2015 fand der vierte Wahlgang am 18. Februar statt. Prokopis Pavlopoulos erhielt aus den Reihen von SYRIZA, ANEL und ND 233 Stimmen und wurde damit zum neuen Staatsoberhaupt gewählt. Sein Gegenkandidat Nikos Alivizatos kam lediglich auf 30 Stimmen von PASOK und Potami.
| Kandidat             | 1. Wahlgang | 1. Wahlgang | 2. Wahlgang | 2. Wahlgang | 3. Wahlgang | 3. Wahlgang | 4. Wahlgang | 4. Wahlgang |
| Kandidat             | Stimmen     | Anteil      | Stimmen     | Anteil      | Stimmen     | Anteil      | Stimmen     | Anteil      |
| -------------------- | ----------- | ----------- | ----------- | ----------- | ----------- | ----------- | ----------- | ----------- |
| Stavros Dimas        | 160         | 53,33 %     | 168         | 56,00 %     | 168         | 56,00 %     | -           | -           |
| Prokopis Pavlopoulos | -           | -           | -           | -           | -           | -           | 233         | 77,67 %     |
| Nikos Alivizatos     | -           | -           | -           | -           | -           | -           | 30          | 10,00 %     |
| Enthaltung           | 135         | 45,00 %     | 131         | 43,67 %     | 132         | 44,00 %     | 32          | 10,67 %     |
| Abwesend             | 5           | 1,67 %      | 1           | 0,33 %      | -           | -           | 5           | 1,67 %      |

## Sonstiges
Acht der 16 Abgeordneten der Partei Chrysi Avgi saßen zum Zeitpunkt der Wahl in Untersuchungshaft wegen des Verdachts der Mitgliedschaft in einer kriminellen Vereinigung. Durch einen Gerichtsbeschluss konnten sie an den drei Wahlgängen teilnehmen.
Nachdem die Wahl am 29. Dezember 2014 zum dritten Mal scheiterte und damit die baldige Auflösung des Parlaments feststand, sanken an der Athener Börse die Kurse griechischer Staatsanleihen. Zum Beispiel stieg die Rendite für griechische Zehnjahresanleihen auf mehr als neun Prozent. 
Der Athex Composite Share Price Index schloss am 29. Dezember um vier Prozent niedriger als am Handelstag zuvor.